# سروش دباغ
سروش حاج فرج‌الله دباغ، شناخته شده به سروش دباغ (زاده ۱۷ خرداد ۱۳۵۳، تهران) پژوهشگر و مترجم ایرانی در حوزه دین و فلسفه و نیز روان‌درمان‌گر است. او هم‌اکنون مدیریت مؤسسه معرفت و پژوهش در تهران و بنیاد فرهنگی سهروردی در تورنتوی کانادا را بر عهده دارد و در دپارتمان مطالعات دینی دانشگاه تورنتو به عنوان پژوهش‌گر مشغول به فعالیت است. او در سال ۱۳۸۱ راهی بریتانیا شد و در دانشگاه وارویک برای مقطع دکترای فلسفه تحلیلی نام‌نویسی کرد و به‌طور عمده به مطالعه در فلسفه ویتگنشتاین و فلسفه اخلاق با گرایش تحلیلی پرداخت. او پس از دفاع از رساله‌اش در موضوع فلسفه اخلاق و گرفتن گواهی‌نامه دکتری در سال ۱۳۸۵، به ایران بازگشت و در دانشگاه‌هایی همچون: تربیت مدرس، مفید، شهید بهشتی تهران، پیام نور و آزاد، دروس فلسفه اخلاق، فلسفه ویتگنشتاین و تاریخ فلسفه تحلیلی را ارائه داد. کتاب‌ها و درس‌گفتارهای دباغ به همراه آثار مالک حسینی جزو اولین آثار به زبان فارسی دربارهٔ فلسفه ویتگنشتاین به‌شمار می‌روند. دباغ همزمان با تدریس در دانشگاه‌های ایران، مدتی استادیار مؤسسه پژوهشی حکمت و فلسفه بود. او از شهریور ۱۳۹۰ تا مرداد ۱۳۹۵، دوره پسادکترای خود را در دپارتمان مطالعات تاریخی دانشگاه تورنتو گذراند و هم‌اکنون در آن دانشگاه مشغول پژوهش است و کلاس‌هایی در بنیاد سهروردی در پیرامون تاریخ اندیشه معاصر ایرانی و تاریخ فلسفه غرب به زبان فارسی برای ایرانیان مقیم کانادا برگزار می‌کند.
در همین دوره، در شاخه روان‌شناسی نیز درس خواند و در کنار فلسفه، وارد گستره روان‌درمان‌گری شد.
دباغ از نواندیشان دینی ایرانی محسوب می‌شود و کتاب‌هایی در این حوزه، منتشر کرده است که حجاب در ترازو، نام‌آورترین‌شان است. درین کتاب از نگاه فلسفه اخلاق به مقوله حجاب پرداخته است. دباغ استنتاج می‌کند که نپوشاندن موی سر زنان، هیچ‌گونه قبح اخلاقی ندارد و حجاب اجباری، غیراخلاقی است. این کتاب مورد تحسین و نیز انتقاداتی قرار گرفته است.

## زندگی

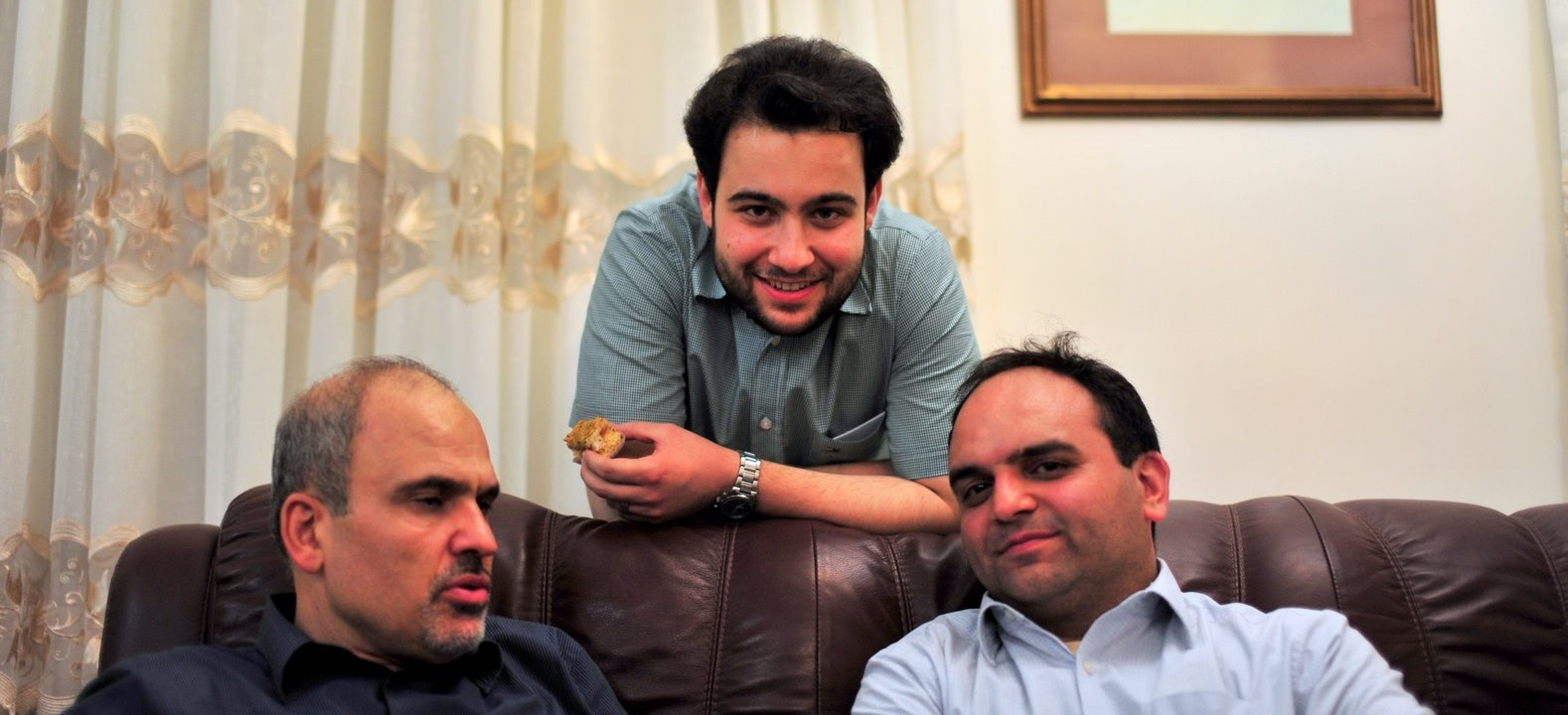
از راست: سروش دباغ، محمدرضا جلایی‌پور، حمیدرضا جلایی‌پور

سروش دباغ فرزند عبدالکریم سروش و برادر حسین دباغ است. او دوره متوسطه را در مدرسه نیکان تهران گذراند و با دیپلم علوم تجربی در سال ۱۳۷۱ فارغ‌التحصیل شد. همان سال در رشته داروسازی دانشگاه علوم پزشکی تهران پذیرفته شد و از تدریس کسانی چون علی خلج، پروین پاسالار و مسعود محمودیان بهره برد. او پایان‌نامه خود را به راهنمایی علی خلج نوشت و در سال ۷۷ از همان دانشگاه با مدرک دکترای داروسازی فارغ‌التحصیل شد.
از سال ۱۳۷۷ تا سال ۱۳۷۹ مشغول خدمت سربازی بود و از سال ۱۳۷۸ تا ۱۳۸۰ با نام «سروش وفا» در بعضی نشریات داخلی با موضوعیت اندیشه و ادبیات و با تأکید بر اندیشه‌های سهراب سپهری قلم می‌زد. بین سال‌های ۱۳۷۹ تا ۱۳۸۱ سمت مدیریت مؤسسه معرفت و پژوهش را به عهده داشت. در همان مکان به تعلم نزد اساتیدی که در آنجا گرد هم می‌آمدند مشغول بود. گاهی به عنوان مدرس در حوزه دین‌شناسی به تدریس می‌پرداخت. همچنین در جلسات ماهانه حلقه کیان شرکت می‌جست. در تمامی این سال‌ها در محضر پدر به فراگیری دروس و علومی هم چون فلسفه غرب، تاریخ فلسفه، فلسفه علم، فلسفه تحلیلی، فلسفه زبان و علوم اجتماعی، معرفت‌شناسی و عرفان اسلامی مشغول بود تا در اوایل سال ۱۳۸۱ برای ادامه تحصیل عازم انگلستان شد و در دانشگاه واریک در مقطع دکتری فلسفه اخلاق با گرایش تحلیلی مشغول به تحصیل شد. در آن دانشگاه از اساتیدی هم چون مایکل لانتلی، راجر تریگ و تیم تورنتون بهره گرفت و در سال ۱۳۸۵ با نگارش رساله‌ای تحت عنوان «دلایل اخلاقی: خاص‌گرایی، الگوها و ورزیدن» (Moral Reasons: Particularism, Patterns and Practice) به راهنمایی مایکل لانتلی از آن دانشگاه فارغ‌التحصیل شد و به ایران بازگشت.
از همان سال به عضویت هیئت علمی انجمن فلسفه و حکمت ایران درآمد و علاوه بر آن، در نهادهایی از جمله دانشگاه تربیت مدرس، دانشگاه آزاد واحد علوم و تحقیقات، مؤسسه معرفت و پژوهش و دانشگاه مفید به تدریس مشغول شد. او از شخصیت‌هایی چون مولوی، جان هیک، علی شریعتی، سهراب سپهری، داستایوفسکی، ایمانوئل کانت و لودویگ ویتگنشتاین تأثیر پذیرفته است. پژوهش‌های او عمدتاً در حوزه فلسفه اخلاق، فلسفه تحلیلی، دین‌شناسی، عرفان، مولوی‌پژوهی، فلسفه زبان و روشنفکری دینی است.
در آذرماه ۱۳۹۱، عبدالحسین خسروپناه، رئیس مؤسسه پژوهشی حکمت و فلسفه حکم اخراج او را به دلیل «غیبت غیرموجه» صادر کرد. دباغ با انتشار مطلبی تحت عنوان «هر آنکه کشته نشد از قبیله ما نیست»، دلایل اخراجش را شرح داد.

## دیدگاه‌ها

### نواندیشی دینی
دباغ در چند مقاله، مصاحبه و مناظره، به دفاع از مفهوم نواندیشی دینی و امکان و تحقق آن، از نظر پیشینی و پسینی، پرداخته است.
او مقاله مفصل الهیات روشن‌فکری دینی (در فصل اول کتاب ورق روشن وقت)، یک صورت‌بندی و تقریر کلی از مبانی نظری جریان نواندیشی دینی با محوریت آرای عبدالکریم سروش و محمد مجتهد شبستری ارائه داده است.

### حجاب
دباغ معتقد است نپوشانیدن موی سر و گردن در روزگار کنونی غیرعفیفانه نیست و قبح اخلاقی ندارد. همچنین حکم حجاب در آیات قرآن مشخص نیست و آیات قرآن در زمینه حجاب، از جمله آیات منصوص قرآن به‌شمار نمی‌آید.
در این باره، کتاب حجاب در ترازو از او منتشر شده است.

### عرفان
سروش دباغ در چند مقاله به تبیین جنبه‌های وجودشناختی، معرفت‌شناختی، جهان‌شناختی و اخلاقی عرفان مدرن پرداخته و آن را از عرفان کلاسیک متمایز کرده است.
کتاب آبی دریای بی‌کران او به‌طور مفصل به اندیشه عرفانی در عصر مدرنیته که به تعبیر ماکس وبر، راززدایی‌شده است، می‌پردازد.

### در موضوع فلسفه ویتگنشتاین
- در باب فلسفه تحلیلی با محوریت ویتگنشتاین، نشر اچ‌انداس مدیای لندن، ۱۳۹۶
- ترجمه و شرح رساله منطقی-فلسفی ویتگنشتاین، تألیف لودویگ ویتگنشتاین و ترجمه و شرح سروش دباغ، ناشر: هرمس، ۱۳۹۳
- سکوت و معنا: جستارهایی در فلسفه ویتگنشتاین، ناشر: صراط، ۱۳۸۷
- زبان و تصویر جهان: مقولاتی در فلسفه ویتگنشتاین، ناشر: نشر نی، ۱۳۸۹

### فلسفه اخلاق با گرایش تحلیلی
- درس گفتارهایی در فلسفه اخلاق، ناشر: صراط، ۱۳۸۸
- امر متعالی، امر اخلاقی: جستارهای فلسفی، ناشر: کتاب پارسه، ۱۳۸۸
- عام و خاص در اخلاق، ناشر: هرمس، مؤسسه پژوهشی حکمت و فلسفه ایران، ۱۳۸۸

### شعر و اندیشه عرفانی سهراب سپهری
- در سپهر سپهری (شامل شش مقاله دربارهٔ شعر و عرفان سهراب سپهری)، ناشر: نگاه معاصر، ۱۳۹۳
- فلسفه لاجوردی سپهری (مقالاتی دربارهٔ سهراب سپهری)، نشر صراط، ۱۳۹۴

### نواندیشی دینی
- آئین در آیینه: مروری بر آراء دین شناسانه عبدالکریم سروش، تدوین و گردآوری سروش دباغ، ناشر: صراط، ۱۳۸۷
- در باب روشن‌فکری دینی و اخلاق، ناشر: صراط، ۱۳۸۹
- ترنم موزون حزن (تأملاتی در روشن‌فکری معاصر)، سروش دباغ، ناشر: کویر، بهار ۱۳۹۰
- حجاب در ترازو، نشر اچ‌انداس مدیای لندن، ۱۳۹۶
- حریم علف‌های قربت: سلوک معنوی در روزگار کنونی، نشر اچ‌انداس مدیای لندن، ۱۳۹۶
- آبی دریای بی‌کران: طرح‌واره‌ای از عرفان مدرن، انتشارات بنیاد فرهنگی سهروردی تورنتو، ۱۳۹۷
- ورق روشن وقت: جستارهایی در نواندیشی دینی و فلسفه و هنر، انتشارات بنیاد فرهنگی سهروردی تورنتو، ۱۳۹۷
- نبض خیس صبح: سالک مدرن شرقی (مقالاتی دربارهٔ عرفان با تأکید بر سهراب سپهری)، انتشارات بنیاد فرهنگی سهروردی تورنتو، ۱۳۹۸
- صدای سفر آیینه‌ها: مجموعه گفت‌وگوها (۲جلدی)، سروش دباغ، انتشارات بنیاد فرهنگی سهروردی تورنتو، ۱۳۹۶
- وقت لطیف شن: جستارهایی در نواندیشی دینی، اجتماع و سیاست، سروش دباغ، انتشارات بنیاد فرهنگی سهروردی تورنتو، ۱۳۹۸
- ردِّ آبی روایت: جستارهایی در نواندیشی دینی (۲جلدی)، سروش دباغ، انتشارات بنیاد فرهنگی سهروردی تورنتو، ۱۳۹۹

### تاریخ اندیشه
- غربت و غرابت اسپینوزا، صورت مکتوب درس‌گفتار فلسفه اسپینوزا، سروش دباغ، در دست انتشار: ۱۳۹۹

### به زبان انگلیسی
- “Ethics and Mysticism: Islamic Debates in Post-Revolutionary Iran, (Oxford: One World, forthcoming-2013).
- The Life of Soroush: Mysticism and Politics, Soroush Dabbagh & Omid Safi (eds.), (Oxford: One World, forthcoming-2014).